# Herbie Harper – Jazz in Hollywood
Herbie Harper – Jazz in Hollywood – album amerykańskiego puzonisty jazzowego Herbie Harpera złożony z nagrań
publikowanych już wcześniej na innych płytach. To wydawnictwo zawiera dwa kompletne albumy Harpera wydane w 1954 na 10” LP: Herbie Harper Quintet (Nocturne NLP 1) i Herbie Harper – Jazz in Hollywood Series (Nocturne NLP 7) z dodanym utworem "The Happy Clown", który pierwszy raz ukazał się na płycie długogrającej będącej podobnym zestawieniem (NLP 1 plus część NLP 7) czyli Herbie Harper featuring Bud Shank and Bob Gordon (Liberty LJH 6003). CD ukazał się w 1997 jako produkt Original Jazz Classics (OJCCD 1887-2).

## Muzycy
w utworach wydanych przez Nocturne jako NLP 1: Herbie Harper Quintet:
- Herbie Harper – puzon
- Bob Gordon – saksofon barytonowy
- Jimmy Rowles – fortepian
- Harry Babasin – kontrabas
- Roy Harte – perkusja

w utworach wydanych przez Nocturne jako NLP 7: Herbie Harper – Jazz in Hollywood Series i nagraniu "The Happy Clown" z Liberty LJH 6003:
- Herbie Harper – puzon
- Al Hendrickson – gitara
- Bud Shank – saksofon tenorowy, saksofon barytonowy
- Marty Paich – fortepian
- Harry Babasin – kontrabas
- Roy Harte – perkusja

## Lista utworów
| 1.  | "Jeepers Leapers" (wydany na Nocturne NLP 1)         | 5:09  |
|     |                                                      |       |
| 2.  | "Dinah" (wydany na Nocturne NLP 1)                   | 2:52  |
|     |                                                      |       |
| 3.  | "Five Brothers" (wydany na Nocturne NLP 1)           | 2:11  |
|     |                                                      |       |
| 4.  | "Herbstone" (wydany na Nocturne NLP 1)               | 2:56  |
|     |                                                      |       |
| 5.  | "Summertime" (wydany na Nocturne NLP 1)              | 2:59  |
|     |                                                      |       |
| 6.  | "Jive at Five" (wydany na Nocturne NLP 1)            | 4:15  |
|     |                                                      |       |
| 7.  | "Patty" (wydany na Nocturne NLP 7)                   | 2:30  |
|     |                                                      |       |
| 8.  | "The New York City Ghost" (wydany na Nocturne NLP 7) | 3:38  |
|     |                                                      |       |
| 9.  | "Julie Is Her Name" (wydany na Nocturne NLP 7)       | 2:53  |
|     |                                                      |       |
| 10. | "Sanguine" (wydany na Nocturne NLP 7)                | 3:12  |
|     |                                                      |       |
| 11. | "Now Playing" (wydany na Nocturne NLP 7)             | 3:12  |
|     |                                                      |       |
| 12. | "6/4 Mambo" (wydany na Nocturne NLP 7)               | 2:55  |
|     |                                                      |       |
| 13. | "Bananera" (wydany na Nocturne NLP 7)                | 3:26  |
|     |                                                      |       |
| 14. | "Indian Summer" (wydany na Nocturne NLP 7)           | 2:24  |
|     |                                                      |       |
| 15. | "The Happy Clown" (wydany na Liberty LH 6003)        | 3:38  |
|     |                                                      |       |
|     |                                                      | 48:10 |
|     |                                                      |       |